# Solyma
Solyma é um grupo de seis solistas masculinos e um coral de oito crianças, que canta em cinco línguas: hebraico, ídiche, latim, grego e árabe. Junto com as vozes e os instrumentos tradicionais, eles fazem uso de sintetizadores, estilo que os aproxima do Era. É uma banda israelense que mistura corais e ritmo árabe.
Possuem um único álbum de 1999 de  mesmo  nome do grupo, que  contem 13 musicas 